# Macrothelypteris uraiensis
Macrothelypteris uraiensis là một loài dương xỉ trong họ Thelypteridaceae. Loài này được Rosenst. Á. Löve & D. Löve mô tả khoa học đầu tiên năm 1977.